# Тиргушор (Клуж)
Тиргушор (рум. Târgușor) — село у повіті Клуж в Румунії. Входить до складу комуни Синмартін.
Село розташоване на відстані 326 км на північний захід від Бухареста, 41 км на північний схід від Клуж-Напоки.

## Населення
За даними перепису населення 2002 року у селі проживали 106 осіб.
Національний склад населення села:
| Національність | Кількість осіб | Відсоток |
| -------------- | -------------- | -------- |
| румуни         | 92             | 86,8%    |
| цигани         | 8              | 7,5%     |
| угорці         | 6              | 5,7%     |

Рідною мовою назвали:
| Мова      | Кількість осіб | Відсоток |
| --------- | -------------- | -------- |
| румунська | 100            | 94,3%    |
| угорська  | 5              | 4,7%     |